# Friedrich von Wrangel
Friedrich Heinrich Ernst Graf von Wrangel (13 de abril de 1784 - 2 de noviembre de 1877) fue un Generalfeldmarschall (mariscal de campo) del ejército prusiano. Recibió el sobrenombre de Papá Wrangel y fue un miembro de la familia Wrangel, una familia noble alemana del Báltico.

## Biografía
Wrangel nació en Stettin (ahora Szczecin, Polonia) en Pomerania. Ingresó en un regimiento de dragones en 1796 y se convirtió en teniente segundo en 1798. Luchó como un subalterno durante las Guerras Napoleónicas, distinguiéndose especialmente en Heilsberg en 1807, recibiendo la condecoración Pour le Mérite. En la reorganización del ejército, Wrangel se convirtió sucesivamente en teniente primero y capitán, y ganó distinción y alcanzó la promoción de teniente coronel en las Guerras de Liberación en 1813, obteniendo la Cruz de Hierro en Wachau cerca de Leipzig, alcanzando el grado de coronel en 1815.
Wrangel comandó una brigada de caballería en 1821, y dos años más tarde fue promovido a mayor-general. Comandó la 13.ª División, con cuartel general en Münster en Westfalia, en 1837, cuando ocurrieron disturbios debido a diferencias entre el Arzobispado de Colonia y la corona, siendo clave la determinación y resolución con la que trató al partido clerical para prevenir dificultades más graves. Fue promovido a Teniente General, recibiendo múltiples honores de la corte, disfrutando de la confianza del partido Junker, y comandando sucesivamente los destacamentos en Königsberg y Stettin.
En 1848 Wrangel comandó el II Cuerpo del ejército de la Confederación Germánica en la Primera Guerra de Schleswig; fue promovido a General de Caballería, y ganó varias confrontaciones. Sin embargo, las otras potencias europeas presionaron a Prusia para retirar sus fuerzas, y el rey Federico Guillermo IV en consecuencia ordenó a Wrangel la retirada de sus tropas de los ducados. Wrangel se negó, afirmando que no estaba bajo el comando del rey de Prusia sino del regente de Alemania. Propuso, en último término, que cualquier tratado concluido debería ser ratificado por el Parlamento de Fráncfort, dominado por los Liberales —dando a los Liberales la idea equivocada de que Wrangel estaba de su parte—. No obstante, los daneses rechazaron esta propuesta y las negociaciones se rompieron, y después de una dolorosa indecisión, Prusia firmó una convención en Malmö en la que se sometía prácticamente a todas las demandas danesas el 26 de agosto de 1848.

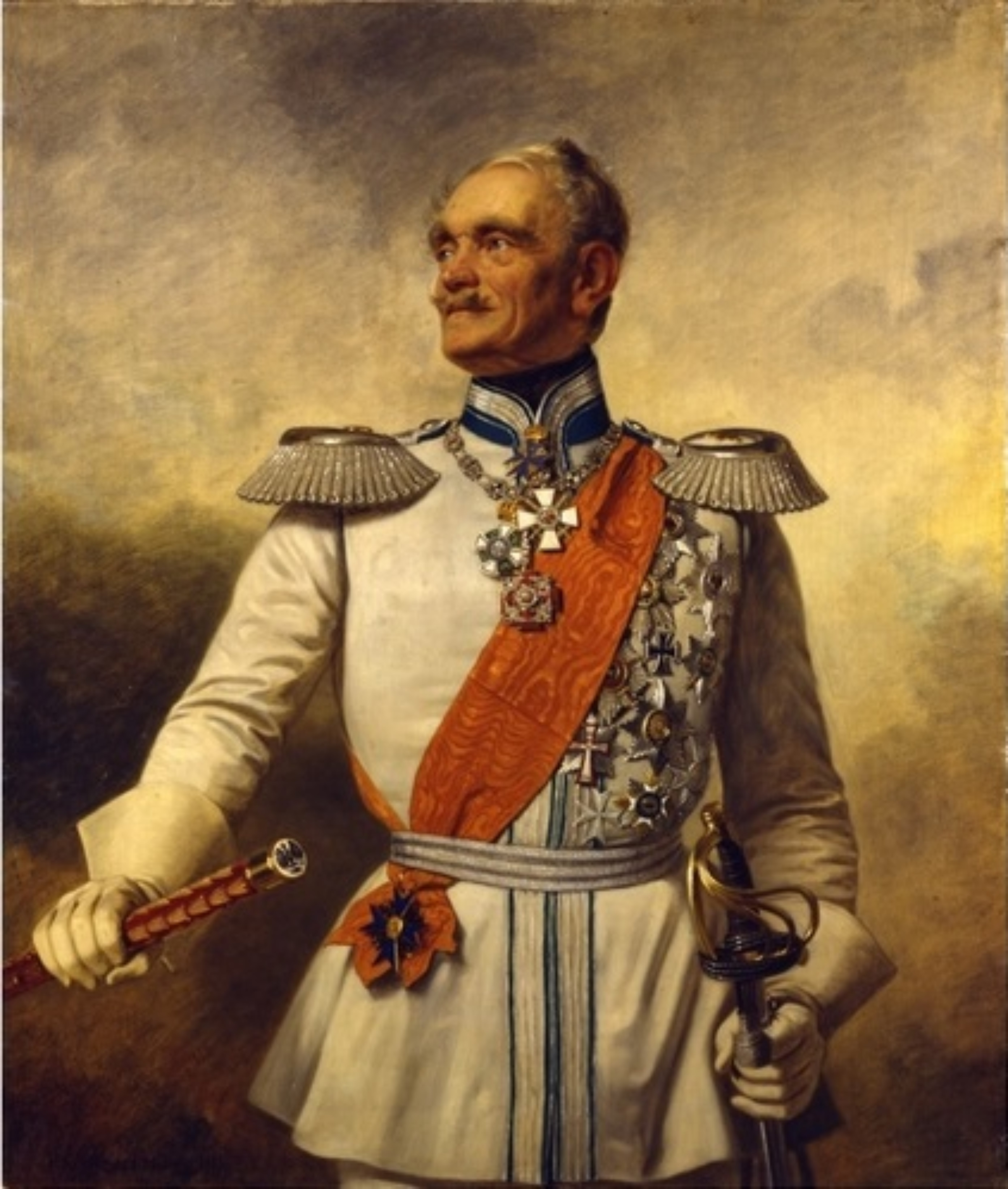
Retratado por Franz Krüger, hacia 1857

La insubordinación de Wrangel no fue considerada en su contra, cuando en el otoño fue llamado a Berlín para suprimir los disturbios durante las Revoluciones de 1848 en Alemania. Como gobernador de Berlín y comandante en jefe de Brandeburgo (cargos que mantuvo hasta su muerte) proclamó el estado de sitio, y expulsó al presidente y varios miembros de la Cámara. Así en dos ocasiones en la turbulenta historia del renacimiento prusiano Wrangel consiguió sus objetivos con severidad inflexible sin derramamiento de sangre.
Desde este momento en adelante Wrangel fue prominente en relación con el renacimiento de la caballería prusiana de la negligencia e ineficiencia en la que había caído durante los años de paz y carencias después de 1815. En 1856, habiendo visto entonces sesenta años de servicio, fue elevado a mariscal de campo. A la edad de ochenta años comandó el ejército austro-prusiano en la Segunda Guerra de Schleswig (Guerra de los Ducados) con Dinamarca en 1864. Wrangel era demasiado mayor para el trabajo activo y a menudo emitía vagas órdenes e impracticables; siempre había deseado que el joven y brillante "Príncipe Rojo", Príncipe Federico Carlos de Prusia, debería sostener el mando. No obstante, el prestigio del nombre de Wrangel, el liderazgo de Federico Carlos, Helmuth von Moltke, Eduard Vogel von Falckenstein, y Ludwig Karl Wilhelm von Gablenz hicieron de la campaña un éxito abrumador.
Después de la batalla de Düppel, Wrangel renunció a su mando, fue creado Graf (conde), y recibió otros honores. En 1866 "Papá" Wrangel asistió en la guerra austro-prusiana, pero sin un comandamiento a cuenta de su avanzada edad. Tomó gran interés en la segunda reorganización del brazo de caballería entre 1866-1870, y en la guerra franco-prusiana entre 1870-71. Murió en Berlín en 1877. En el septuagésimo aniversario de su entrada en el ejército, el regimiento de Wrangel, el 3.º de Coraceros, recibió el título de Graf Wrangel.

## Honores
Recibió las siguientes órdenes y condecoraciones:
- Prusia:
  - Pour le Mérite, 18 de julio de 1807; con Hojas de Roble, 13 de septiembre de 1848; con Corona, 13 de enero de 1857[2]
  - Cruz de Hierro (1813), 1.ª Clase, 8 de diciembre de 1813[3]
  - Caballero del Águila Roja, 1.ª Clase con Hojas de Roble y Diamantes, 1846; con Espadas, 1848; Gran Cruz, 13 de abril de 1865[3]
  - Caballero del Águila Negra, con Collar, 18 de octubre de 1849; Canciller, 1859; en Diamantes, 1861[3]
  - Cruz de Gran Comandante de la Real Orden de Hohenzollern, 1851; con Estrella, 17 de marzo de 1863; con Espadas, 1864; en Diamantes, 1871[3]
  - Capitán de la Orden de San Juan, 1854[3]
  - Caballero de la Real Orden de la Corona, 1.ª Clase con Espadas, Hojas de Roble y Banda esmaltada del Águila Roja, 15 de agosto de 1866[3]
  - Condecoración al Servicio Militar, 1.ª Clase
- Ducados ascanios: Gran Cruz de la Orden de Alberto el Oso, 31 de enero de 1855; con Espadas, 5 de diciembre de 1864[4]
- Imperio austríaco:[5]
  - Gran Cruz de la Orden imperial de Leopoldo, 1851
  - Gran Cruz de la Orden Real Húngara de San Esteban, 1852
  - Comandante de la Orden Militar de María Teresa, 1864
- Gran Ducado de Baden: Gran Cruz de la Orden al Mérito Militar de Carlos Federico, 1850[6]
- Reino de Baviera: Gran Cruz al Mérito de la Corona Bávara, 1853[7]
- Bélgica: Gran Cordón de la Orden de Leopoldo, 10 de mayo de 1853[8]
- Ducado de Brunswick: Gran Cruz de la Orden de Enrique el León
- Dinamarca: Gran Cruz de Dannebrog, 6 de noviembre de 1843[9]
- Ducados Ernestinos: Gran Cruz de la Orden de la Casa Ernestina de Sajonia, 1853[10]
- Reino de Hannover: Gran Cruz de la Orden Real Güélfica, 1843[11]
- Mecklemburgo:
  - Gran Cruz de la Corona Wéndica, con Corona en Diamantes
  - Cruz al Mérito Militar, 1.ª Clase (Schwerin)
- Gran Ducado de Oldemburgo: Gran Cruz de la Orden del Duque Pedro Federico Luis, con Corona Dorada, 30 de septiembre de 1848[12]
- Ducado de Parma: Gran Cruz de San Luis por Mérito Civil, 1850[13]
- Imperio ruso:
  - Caballero de San Vladimir, 4.ª Clase con Espadas, 25 de octubre de 1808[14]
  - Caballero de San Andrés, 30 de septiembre de 1856; en Diamantes, 12 de enero de 1860
- Suecia-Noruega: Caballero de los Serafines, 11 de agosto de 1859[15]